# Abenteuer im Schloss
Abenteuer im Schloss ist eine österreichische Filmkomödie von Rudolf Steinboeck aus dem Jahr 1952.

## Handlung
Die Revue der Sensationen, die Direktor Wilibald Müller aufgebaut hat, tingelt erfolglos über die Dörfer und Kleinstädte. Die Tänzer, die Wilibald damals mit großen Versprechungen direkt vom Studium weg engagiert hatte, sind frustriert, weil sie nicht das tanzen dürfen, was sie wirklich können. Wilibald wiederum verzweifelt am fehlenden Geld, ungenügenden Auftrittsorten und dem ganz und gar desinteressierten Publikum, das lieber ins Kino geht. Als auch noch die Haupttänzerin Marianne krank wird, zieht die Revue in die nächste Stadt, um einen Arzt zu finden. Unterwegs verunfallt der Revuewagen auf offener Strecke und die Theatergruppe flüchtet sich im Regen in ein nahegelegenes Schloss. Die Bewohnerin, die nur Frau Professor genannt wird, und ihr Hausdiener Jakob bringen die Künstler notdürftig unter, sind sie doch auf Besuch nicht eingestellt und leiden selbst unter akuter Geldnot. Der junge Georg, den die Frau Professor wie ihren Sohn behandelt, hat von der desolaten Lage längst genug: Er verkauft das Schloss, das ihm nicht gehört, beim Kartenspiel per Handschlag an einen Interessenten.
Wegen Mariannes schlechtem Gesundheitszustand darf die Revuegruppe länger im Schloss bleiben. Georg eröffnet den geplanten Verkauf des Schlosses, beschwichtigt jedoch alle, als die Frau Professor daraufhin zusammenbricht. Er habe keinen Vertrag unterzeichnet, sondern nur sein Wort gegeben. Die Revuegruppe hat eine Idee, um den Schlossbetrieb zum Laufen zu bringen: Sie wollen aus dem Schloss ein Hotel machen. Sie erhalten von der Bank eine Hypothek und können das Schloss schon bald als Hotel eröffnen. Zur Eröffnung erscheinen der Schlosskäufer und seine Kumpane. Sie bestehen auf der Rechtsgültigkeit des Kaufs, zumal Georg von ihnen bereits eine Anzahlung über 100 Schilling angenommen hatte, und quartieren sich im Hotel ein, das sie erst verlassen wollen, wenn der Vertrag rechtskräftig unterzeichnet ist.
Die Revuemitglieder, die auch die Bedienung im Hotel übernehmen, üben in ihrer Freizeit heimlich an einem Tanzfest, das endlich echte Gäste ins Hotel locken soll. Bei den mittelalterlichen Tänzen sind Burgdamen- und Ritterkostüme nötig. Als einer der Tänzer im Ritterkostüm durch das Hotel geht, glaubt der Käufer, dass es spukt. Die Kunde verbreitet sich und schon bald treffen zahlreiche Gäste im Schloss ein. Der erste bewusste Spukversuch der Revuetänzer geht jedoch schief und so decken die Tänzer die Wahrheit auf: dass sie eigentlich Revuetänzer sind, den Spuk notgedrungen inszeniert haben und die Gäste doch viel lieber mit einer Tanzdarbietung unterhalten wollen. Diese wird ein großer Erfolg und Impresario Robert von der Oper, der unter den Gästen weilt, verschafft ihnen ein Engagement. Georg kann den Käufer des Schlosses unterdessen des Kartenfalschspiels überführen und verhaften lassen, sodass das Schloss gerettet ist.
Einige Zeit später treten die Revuetänzer bei ihrem ersten Engagement auf. Mit einer Ballettgruppe spielen sie das Ballett Aschenputtel im Hof des Schlosses, und die Aufführung wird ein großer Erfolg.

## Produktion
Abenteuer im Schloss wurde in den Rosenhügel-Filmstudios der Wien-Film gedreht. Die Außenaufnahmen entstanden in Niederösterreich. Die Kostüme schuf Elli Rolf, die Filmbauten stammen von Hans Zehetner. Es spielen Wiener Symphoniker, die Liedtexte stammen von Otto Horn. Der Film wurde am 28. November 1952 in Berlin-Ost erstmals in den Kinos der DDR gezeigt. Erst am 17. Februar 1953 erfolgte in Wien die österreichische Erstaufführung.

## Kritik
Für den film-dienst war Abenteuer im Schloss ein „anspruchsloser Revuefilm“.